# Federal Capital Territory (Nigeria)
Federal Capital Territory er et administrativt område i det centrale Nigeria, og omfatter hovedstaden Abuja med dens omgivelser. Det er ingen delstat men et føderalt territorium med speciel status. Området har et areal på 7.607 km2 og har 1.405.201 indbyggere (2006).
Det føderale territorie er inddelt i seks administrative enheder, local government areas.

## Eksterne kilder og henvisninger
- Delstatens officielle websted Arkiveret 9. maj 2006 hos  Wayback Machine

8°50′N 7°10′Ø / 8.833°N 7.167°Ø